# جيري بال
جيري بال (بالإنجليزية: Jerry Ball)‏ هو لاعب كرة قدم أمريكية أمريكي، ولد في 15 ديسمبر 1964 في بومونت في الولايات المتحدة.

## وصلات خارجية
- جيري بال على موقع مرجع كرة القدم المحترفة.كوم (الإنجليزية)